# Actually
Albums de Pet Shop Boys
Disco
(17 novembre 1986) Introspective
(11 octobre 1988)
Singles
1. It's a Sin
Sortie : 15 juin 1987
2. What Have I Done to Deserve This?
Sortie : 10 août 1987
3. Rent
Sortie : 12 octobre 1987
4. Heart
Sortie : 21 mars 1988

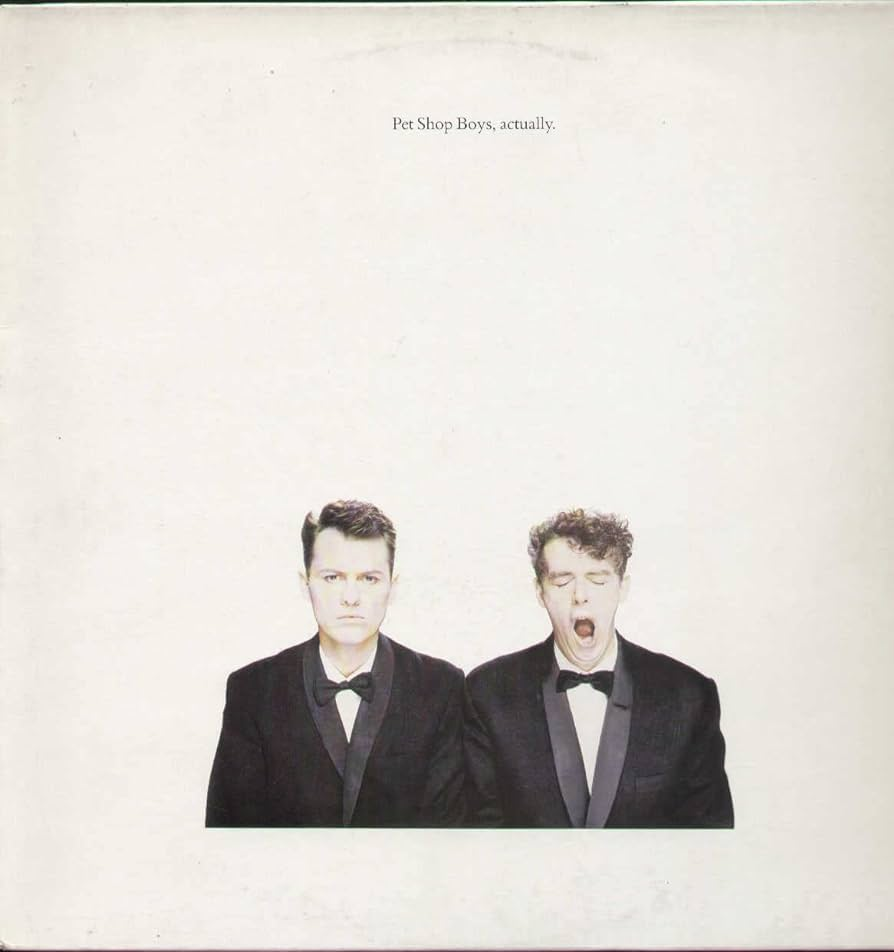
Couverture officielle de l'album Actually.

Actually est un album du groupe Pet Shop Boys sorti le 7 septembre 1987. Vendu à plus de quatre millions d'exemplaires, il comprend les hits It's a Sin, What Have I Done to Deserve This?, Rent et Heart.
Le 6 juin 2001 le groupe décide de ressortir ses six premiers albums studio remasterisés en version DeLuxe, Actually est accompagné d'un deuxième CD, Further Listening 1987–1988.
L'album est cité dans l'ouvrage de référence de Robert Dimery « 1001 albums qu'il faut avoir écoutés dans sa vie ».

## Formats et éditions
- L'album original comporte 10 titres, il est édité en vinyle, CD et cassette audio.
- L'édition limitée réservée aux États-Unis intitulée Actually / Always On My Mind est une longbox comprenant un deuxième disque de 3 titres.
- La version remasterisée 2001 est un double CD de 24 titres, dont 14 bonus, enrichi d'un livret de 36 pages dans lequel chaque titre est commenté par les Pet Shop Boys.

## Pistes
Actually
| No  | Titre                                                    | Auteur                                | Durée |
| --- | -------------------------------------------------------- | ------------------------------------- | ----- |
| 1.  | One More Chance                                          | Neil Tennant/Chris Lowe/Bobby Orlando | 5:30  |
| 2.  | What Have I Done to Deserve This? avec Dusty Springfield | Neil Tennant/Chris Lowe/Allee Willis  | 4:18  |
| 3.  | Shopping                                                 | Neil Tennant/Chris Lowe               | 3:37  |
| 4.  | Rent                                                     | Neil Tennant/Chris Lowe               | 5:08  |
| 5.  | Hit Music                                                | Neil Tennant/Chris Lowe               | 4:44  |
| 6.  | It Couldn't Happen Here                                  | Neil Tennant/Morricone/Chris Lowe     | 5:20  |
| 7.  | It's a Sin                                               | Neil Tennant/Chris Lowe               | 4:59  |
| 8.  | I Want to Wake Up                                        | Neil Tennant/Chris Lowe               | 5:08  |
| 9.  | Heart                                                    | Neil Tennant/Chris Lowe               | 3:58  |
| 10. | King's Cross                                             | Neil Tennant/Chris Lowe               | 5:10  |

Always On My Mind - CD Bonus USA
| No | Titre                                      | Auteur                                              | Durée |
| -- | ------------------------------------------ | --------------------------------------------------- | ----- |
| 1. | Always On My Mind (Extended Dance Version) | Johnny Christopher/Mark James/Wayne Carson Thompson | 8:07  |
| 2. | Do I Have To?                              | Neil Tennant/Chris Lowe                             | 5:14  |
| 3. | Always On My Mind                          | Johnny Christopher/Mark James/Wayne Carson Thompson | 3:59  |